# ساسون سوميخ
ساسون سوميخ (بالعبرية: שׂשׂון סומך) هو باحث إسرائيلي عراقي الأصل متخصص في الآداب العربية المعاصرة ويعتبر من أبرز الباحثين في هذا المجال.
ولد ساسون سوميخ في العاصمة العراقية بغداد لعائلة يهودية علمانية عام 1933م. اشتغل أبوه موظفًا في بنك، أما أمه فكانت ربة بيت ولكنها كانت قد تلقت التعليم الثانوي في إحدى مدارس جمعية إليانس اليهودية الفرنسية، وكانت تتكلم لغتين أجنبيتين: الفرنسية والإنكليزية. حسب ما قاله سوميخ، كانت من عادة أهله قراءة الجرائد والكتب بالفرنسية والإنكليزية. تلقى سوميخ تعليمه الثانوي في مدرسة شماش التابعة للطائفة اليهودية البغدادية حيث تعلم اللغات الأجنبية والأدبيات وتخرج فيها عام 1950م.
سنة 1951، وفي ظل مغادرة أغلبية يهود العراق البلاد إثر النزاع العربي الإسرائيلي، قرر سوميخ أن يهاجر إلى إسرائيل. عاش سوميخ في إسرائيل وحده فترة قصيرة قبلما غادر أهله بغداد أيضا وانضموا إليه. في إسرائيل أخذ سوميخ يتعلم اللغة العبرية وسريعا ما أصبح خبيرا في اللغة. في 1954 نشرت ترجماته لعدد من المؤلفات العربية في مجلة جمعية «بريت شالوم» التي سعت إلى تشجيع التعايش بين اليهود والعرب، وكذلك في صحيفة «قُول هَعام» (صوت الشعب) الشيوعية الإسرائيلية. في 1958م بدأ دراساته في جامعة تل أبيب الجديدة آنذاك وتخرج فيها بتفوق. في 1964 تعين لمنصب السكريتير العلمي في أكاديمية اللغة العبرية بالقدس. في 1966م سافر سوميخ إلى بريطانيا لمواصلة دراساته في جامعة أوكسفورد، وفي عام 1968م حصل على مرتبة دكتور بعد أن قدم أطروحته عن مؤلفات نجيب محفوظ شملت نتائج البحث الذي أجراه بإرشاد الأستاذ المصري محمد مصطفى بدوي. في 1973م صدر البحث ككتاب وكان آنذاك من أول المنشورات النقدية العلمية باللغة الإنكليزية عن مؤلفات نجيب محفوظ.
عند رجوعه إلى إسرائيل طلبت جامعة تل أبيب منه المشاركة في تأسيس قسم اللغة والآداب العربية في كلية الأدبيات التابعة للجامعة. وشغل سوميخ منصب رئيس القسم لمدة 12 عاما، بين 1972م و1984م. بين 1996م و1998م شغل منصب رئيس المركز الأكاديمي الإسرائيلي بالقاهرة. في 2007 شارك سوميخ في تأسيس مجمع اللغة العربية الإسرائيلي الذي أقيم بموجب قرار الكنيست الإسرائيلي كمؤسسة نظيرة لأكاديمية اللغة العبرية.
في عام 2005م حاز ساسون سوميخ على جائزة إسرائيل وهي أرفع جائزة تعطيها الدولة لأدباء وعلماء إسرائيليين.